# Olof von Dalin
Olof von Dalin (ur. 29 sierpnia 1708 w Vinberg, zm. 12 sierpnia 1763 w Sztokholmie) – szwedzki poeta i historiograf.

## Życiorys
Był synem ubogiego pastora. Studiował na Uniwersytecie w Lund, później osiadł w Sztokholmie, gdzie związał się z arystokratycznymi rodzinami, których został faworytem jako guwerner i stały bywalec salonów. W latach 1732–1734 wydawał moralistyczny tygodnik "Then Swänska Argus", był przedstawicielem klasycyzmu i rzecznikiem idei oświecenia w Szwecji. Napisał wiele utworów lirycznych w stylu rokokowym, pieśni opartych na motywach ludowych, poematów alegorycznych (m.in. Sägen om hästen (Saga o koniu) w 1740, najpopularniejszy utwór Dalina) oraz wierszy satyrycznych i okolicznościowych. W swoich balladach ludowych pośrednio przekazywał swoje poglądy polityczne, m.in. w utworze Hattvisan (Kapeluszowa Ballada). Przejawiał wielkie zainteresowanie historią; w latach 1747-1762 opublikował w czterech tomach swoje główne dzieło, Svea rikes historia (Historia królestwa Szwecji), w której idealizował genezę szwedzkiego państwa. Był najważniejszą osobą w salonie literackim królowej Szwecji Ludwiki Ulryki i wychowawcą następcy tronu Gustawa, późniejszego króla Gustawa III. W 1761 odznaczony Orderem Gwiazdy Polarnej.